# Żytni Młyn
Żytni Młyn – osada leśna w Polsce położona w województwie lubuskim, w powiecie żarskim, w gminie Brody, wchodzi w skład sołectwa Nabłoto. W latach 1975–1998 miejscowość administracyjnie należała do województwa zielonogórskiego. 